# Metro de Montreal

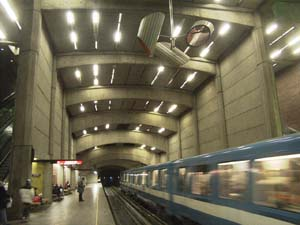
Estación Place-Saint-Henri.

El metro de Montreal (del francés: Métro de Montréal) fue inaugurado el 14 de octubre de 1966, bajo el mandato del alcalde Jean Drapeau. Al principio, sólo contaba con 26 estaciones repartidas en tres líneas. Hoy existen 68 estaciones (65 antes de 2007) y un total de cuatro líneas, que comunican el centro y el este de la isla de Montreal. Una estación comunica la ciudad de Longueuil. Tres nuevas estaciones que comunican la ciudad de Laval fueron añadidas en 2007.

## Historia

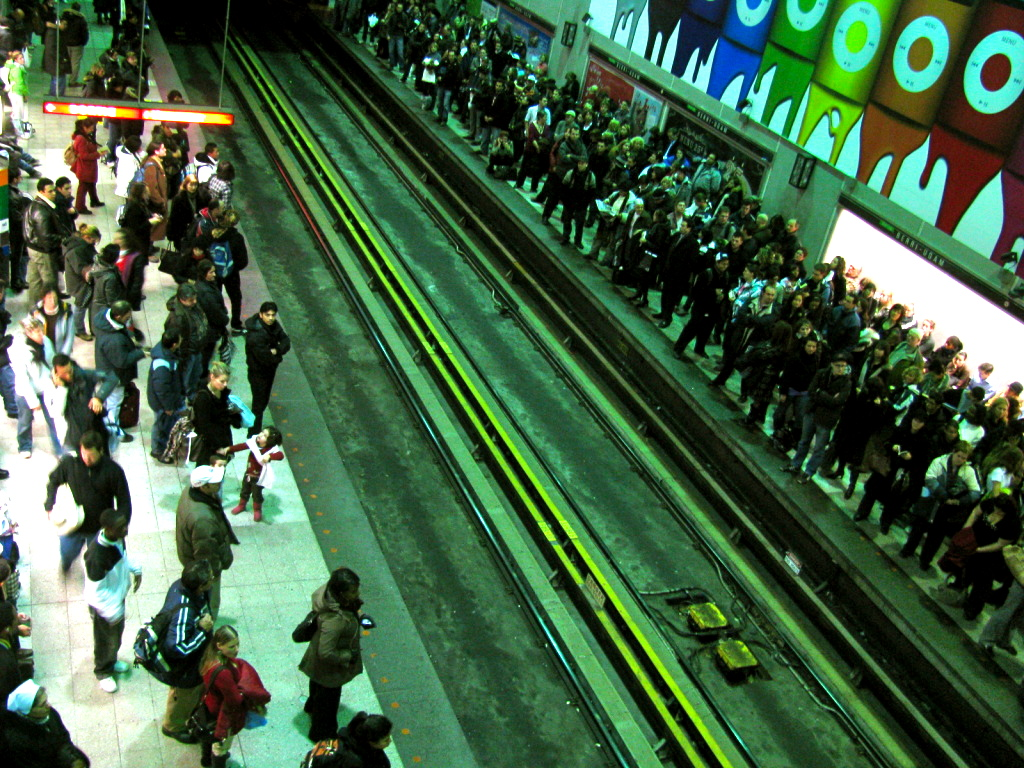
Pasajeros esperando el próximo tren de metro en la estación Berri-UQAM en una hora de gran afluencia.

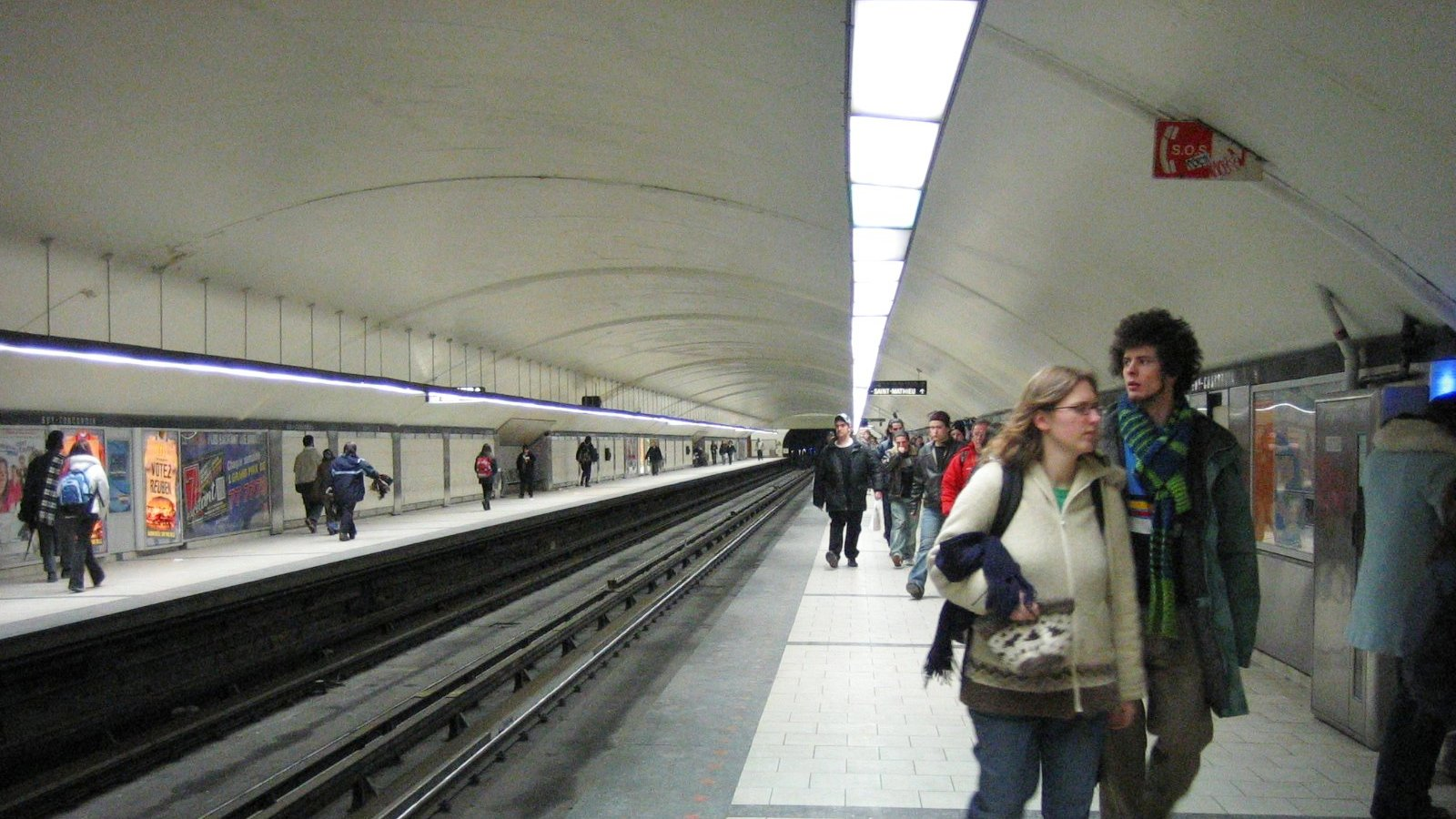
Estación Guy-Concordia.

El 14 de octubre de 1966 fueron inauguradas las dos primeras líneas del metro de Montreal: de Atwater a Papineau (línea verde) y de Place d'Armes a Henri-Bourassa (línea naranja). En el mismo año fue ampliada la línea verde en dos estaciones más: Frontenac y Beaudry. En febrero de 1967 se construyeron dos nuevas estaciones para la línea naranja: Square-Victoria y Bonaventure. El 31 de marzo del mismo año se abre una línea nueva al público, la amarilla, con el trayecto Berri-UQAM a Longueuil. Este trayecto no ha sido ampliado hasta ahora. 
En 1986 se abre una nueva línea a la red del metro de Montreal: la línea azul, entre  De Castelnau y Saint-Michel. Esta línea fue ampliada en los dos años siguientes hasta Parc (1987) y hasta Snowdon (1988).

## Expansión de la red
Los años 60 brillaron por un optimismo delirante, donde todas las esperanzas eran permitidas. El metro de Montreal no fue la excepción a este período y un documento de esta época nos enseña que en 1982 el sistema de metro tendría 112 kilómetros de longitud, repartidos en 9 líneas y contando con casi 300 estaciones.
Pero tal optimismo no podía durar. En 1974, el gobierno de Quebec, alarmado por el alto costo de la expansión del metro, instituyó una moratoria sobre su expansión. Solo siendo construidas las extensiones de la línea 1 hacia el este (prioritario a causa de los Juegos Olímpicos de 1976), hacia el oeste, como también la construcción de algunas estaciones en la línea 2.
Por su parte, la Oficina de Transporte Metropolitano (STM, por sus siglas en francés), marioneta del alcalde Jean Drapeau, no se quedó de brazos cruzados. La STM programó la construcción de túneles de metro tomando el dinero atribuido a las estaciones. De ahí surgió la cuarta línea de metro, la línea 5.
Evidentemente, ya que una línea de metro sin estaciones no es de utilidad, el gobierno de Quebec se vio obligado a ceder, y a dar los fondos necesarios para terminar lo que se había comenzado.

### Nuevas propuestas de expansión

#### REM (Red Eléctrica Metropolitana)
Hay planes para construir una línea adicional que sería en un sistema ligero sobre rieles (SLR) para enlace el centro de Montreal con la ribera sur y norte de la isla de Montreal, con un ramal al Aeropuerto Internacional Pierre Elliott Trudeau. Esta línea es una propuesta de la Caja de depósitos y ahorros de Quebec, un gran organismo financiero regional. Este proyecto se encuentra en fase de licitación de estudios, se espera en 2017 tener las ofertas finales de los 2 consorcios participantes. El proyecto tiene un costo de 6.04 billones de dólares canadienses.

#### Línea rosa
Se trata de un proyecto propuesto por el movimiento político que ganó las elecciones a la alcaldía de Montreal, liderado por la alcaldesa Valérie Plante. El proyecto está valorizado en 5.9 billones de dólares con un horizonte al 2028, son 29 estaciones y 29 kilómetros. La línea rosa cruzaría la ciudad en forma oblicua atravesando en subterráneo el centro de la ciudad para dirigirse a Montréal Nord, un barrio con alta densidad el cual no es atendido por ninguna línea de metro. La parte oeste del proyecto sería en superficie con paradero final en el sector de Lachine.
Los especialistas apuntan que este proyecto no toma en cuenta el proyecto ya existente de SLR.

## Concepción

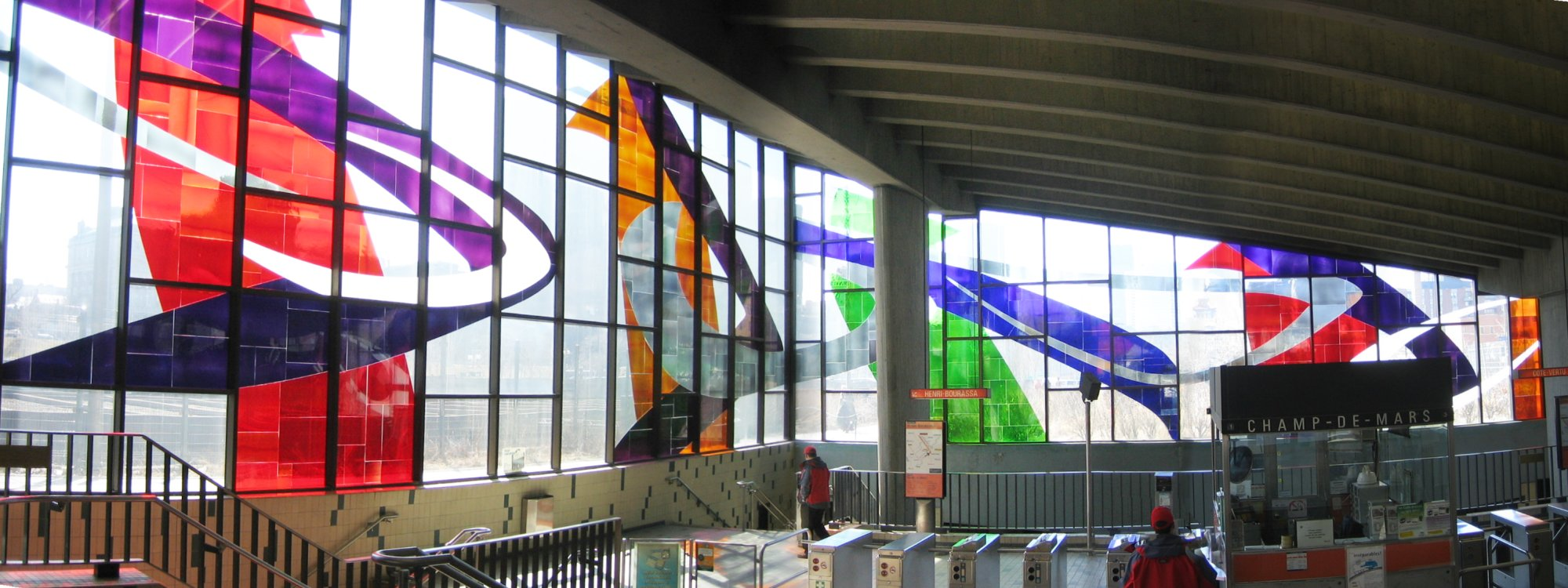
Vidrieras de la estación Champs-de-Mars.

Ciertas peculiaridades del metro de Montreal se explican por las condiciones climáticas invernales del lugar. En el metro de Montreal, contrariamente a otros metros de grandes ciudades, las entradas de casi todas las estaciones están cerradas; en general están situadas en un pequeño edificio. Todas las entradas están alejadas de la acera.
Varias estaciones del centro tienen un acceso directo por el interior con otros edificios, haciendo así del metro una parte integrante de la ciudad subterránea de Montreal (el Montreal subterráneo).
Por estas razones climáticas, pero también a causa de las exigencias de la tecnología de metro sobre neumáticos, el metro de Montreal es totalmente subterráneo. Es el primero en el mundo en funcionar totalmente sobre neumáticos de caucho. Su sistema, semejante al del metro de París, se desarrolló en colaboración con los ingenieros de la RATP y la empresa Michelin.
Por cuestiones de la tecnología neumática, se decidió adoptar al tren MP59 parisino ya que es un tren debutante en producción en masa. La compañía Canadian Vickers Construyó los carros sobre chasis MP59 para Montreal, bajo un estándar propio de carrocería el cual se denominó MR63. Más adelante, Bombardier armaría otros trenes modelo MR73. Las diferencias son el aprovechamiento de frenado regenerativo, sistemas de ventilación más eficientes y fanales rectangulares verticalmente dispuestos.
Un modelo nuevo de trenes (el tren MPM-10) fue inaugurado en el 7 de febrero de 2016; los trenes del modelo MPM-10 son fabricados por Bombardier y Alstom desde el año 2011. Esos trenes reemplazará los trenes del modelo MR63, que serán retirados entre los años 2017 y 2018. Una de las nuevas características es la capacidad para caminar a través de todos los coches del tren.
El metro de Montreal se reconoce por su arquitectura y su arte. Cada estación, diseñada por un arquitecto diferente, tiene su estilo particular. Varias de estas estaciones son importantes ejemplos de la arquitectura modernista.
Además, Montreal fue, junto con Estocolmo, pionera en la instalación de obras de arte públicas en el metro. Existen más de un centenar de obras de arte en una cincuentena de estaciones: esculturas, vidrieras y pinturas murales, realizadas por artistas de renombre.

## Explotación

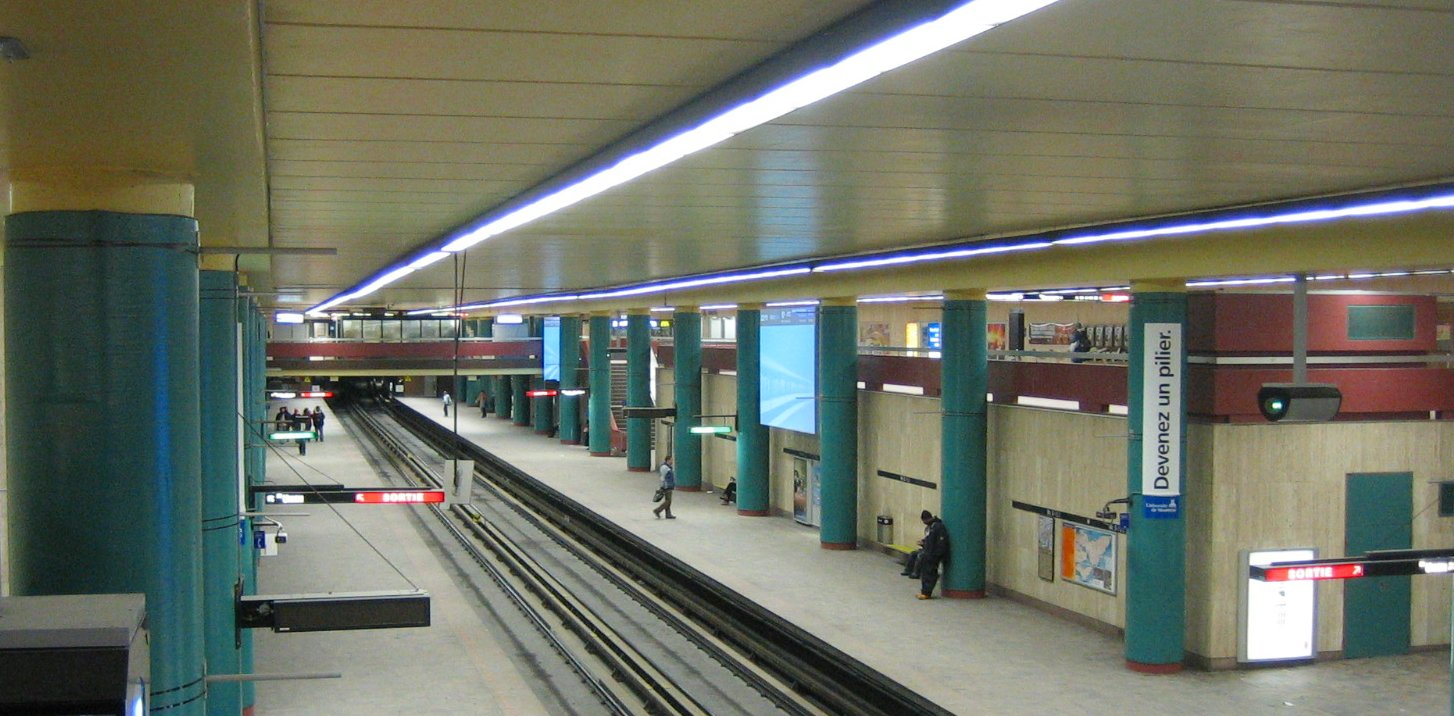
Panorama de la estación McGill.

Los trenes están compuestos de grupos de tres vagones y dos locomotoras, y comprenden según el número de grupos, tres, seis o nueve vagones. La longitud máxima de un tren es de 152,4 m. El servicio comienza a las 5:30 h y termina entre las 0:30 h y las 1:30 h, según la línea y el día de la semana. En las líneas más frecuentadas, la verde y la naranja, el intervalo entre dos trenes en hora punta es de tres a cinco minutos.
El metro, como el servicio de autobús en Montreal, es administrado, regulado y explotado por la Société de transport de Montréal (STM). Las tarifas del metro y de los autobuses están completamente integradas, dando así un billete derecho a un desplazamiento completo, sea cual sea el medio utilizado o el número de enlaces (en un límite de 90 minutos). Las tarifas están parcialmente integradas con los de los trenes de cercanías de la Agence métropolitaine de transport. Las cuatro estaciones intermodales de Bonaventure, Lucien-L'Allier, Vendôme (las tres en la línea naranja) y de Parc (línea azul) permiten una conexión entre el metro y los trenes de cercanías.

## Material rodante
| Modelo | Construcción  | Número de trenes       | Línea      | Configuración                                                                      | Comentarios               |
| ------ | ------------- | ---------------------- | ---------- | ---------------------------------------------------------------------------------- | ------------------------- |
| MR-63  | 1963–1967     | 369 coches (43 trenes) | 1, 2, 4, 5 | 81-xxx + 80-xxx + 81-xxx (2 o 3 unidades)                                          | En servicio 1966–2018     |
| MR-73  | 1974–1980     | 423 coches (53 trenes) | 1, 4, 5    | {79-xxx} + 78-xxx + {79-xxx} (2 o 3 unidades)                                      | En servicio 1976–presente |
| MPM-10 | 2011–presente | 468 coches (52 trenes) | 1, 2       | {10-xx1} + 10-xx2 + 10-xx3 + 10-xx4 + 10-xx5 + 10-xx6 + 10-xx7 + 10-xx8 + {10-xx9} | En servicio 2016–presente |

## Líneas del metro
Las líneas del metro de Montreal se identifican principalmente por su color, pero también por su número o sus estaciones término. La dirección se identifica siempre por la estación término hacia la cual nos dirigimos (por ejemplo, línea naranja: dirección Côte-Vertu).
Las líneas son las siguientes:
| Símbolo | Nombre                   | Terminales                                                                                 | Año de apertura | Año de renovación | Longitud | Estaciones | Frecuencia de alta demanda | Frecuencia de baja demanda |
| ------- | ------------------------ | ------------------------------------------------------------------------------------------ | --------------- | ----------------- | -------- | ---------- | -------------------------- | -------------------------- |
|         | Línea 1 (Verde)          | Angrignon ↔ Honoré-Beaugrand                                                               | 1966            | 1978              | 22.1 km  | 27         | 2–5 minutos                | 5–12 minutos               |
|         | Línea 2 (Naranja)        | Côte-Vertu ↔ Montmorency                                                                   | 1966            | 2007              | 30.0 km  | 31         | 2–5 minutos                | 5–12 minutos               |
|         | Línea 4 (Amarilla)       | Berri-UQAM ↔ Longueuil–Université-de-Sherbrooke                                            | 1967            | -                 | 4.25 km  | 3          | 4–6 minutos                | 10 minutos                 |
|         | Línea 5 (Azul)           | Snowdon ↔ Saint-Michel                                                                     | 1986            | 1988              | 9.7 km   | 12         | 3–6 minutos                | 6–10 minutos               |
| N/A     | Red Exprés Metropolitana | Deux-Montagnes ↔ Rive-Sud Sainte-Anne-de-Bellevue ↔ Gare Centrale Aéroport ↔ Gare Centrale | (2021)          | (2024)            | 67 km    | 27         | –                          | –                          |

Nota: Nunca ha habido línea 3. Se trataba de un proyecto de una antigua línea del Canadian National Railway, no subterránea, que fue abandonado en beneficio de la línea amarilla para permitir un fácil acceso a la Île Sainte-Hélène para la Expo 67.